# Uwarowit

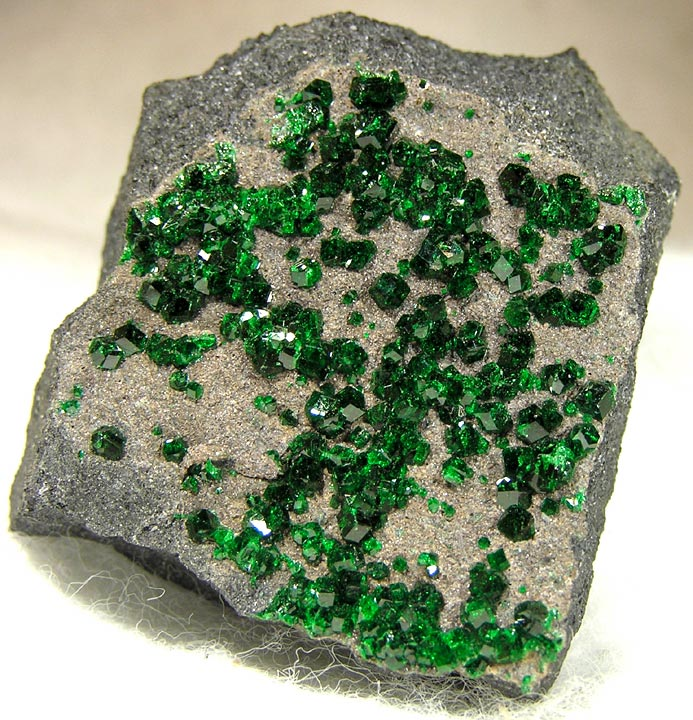
Kryształy uwarowitu (ok. 2 mm)

Uwarowit – minerał z gromady krzemianów zaliczany do grupy granatów. Jest granatem chromowym, barwy szmaragdowozielonej lub ciemnozielonej. Należy do grupy minerałów bardzo rzadkich.
Nazwa pochodzi od nazwiska księcia Siergieja Uwarowa; rosyjskiego prezesa Akademii Petersburskiej, pisarza i ministra oświaty (1786–1855).

## Właściwości
- Krystalizuje w układzie regularnym.
- Rzadko spotykana odmiana granatu.
- Zazwyczaj tworzy niewielkie kryształy z prążkowanymi ścianami, mające postać dwunastościanu rombowego[6]lub dwudziestoczterościanów deltoidowych[7].
- Ma intensywną jaskrawozieloną barwę w odcieniach jasnozielonym, szmaragdowozielonym lub szafirowozielonym[6].
- Występuje najczęściej w postaci naskorupień i nalotów, tworzy skupienia zbite i ziarniste masy[6].
- Jest minerałem kruchym, przezroczystym, przeświecającym lub nieprzezroczystym[2].
- Częstymi zanieczyszczeniami w strukturze są glin, żelazo i magnez[2].
- Rozpuszczalny w gorącym kwasie siarkowym[4].

## Występowanie
Występuje głównie w przeobrażonych skałach ultrazasadowych, przede wszystkim w serpentynitach, często w hydrotermalnych złożach kruszców chromu, także w zmetamorfizowanych wapieniach, skarnach i dolomitach. Współwystępuje z chromitem, amesytem, kalcytem, kwarcem, diopsydem, klinochlorem, tytanitem i kämmererytem. 

## Miejsce występowania
Na świecie
Najbardziej znane jego wystąpienia, a zarazem także najlepsze znajdują się w Rosji na Uralu (Sarany, Sysertsk) oraz w Finlandii (Outukumpu). Znany jest także z RPA (Transwal), Kanady (Quebec), USA (Oregon, Kalifornia, Pensylwania), Turcji (Kap Daglari) oraz Włoch (dolina Aosty w Alpach). Znajdowano go również w Norwegii, Japonii, Chinach, Iranie, Hiszpanii, Etiopii, Indiach i Tasmanii. 
W Polsce
Spotykany bardzo rzadko, tylko w serpentynitowym masywie Gogołów-Jordanów w rejonie Sobótki (Dolny Śląsk). 

## Zastosowanie
- ceniony przez kolekcjonerów, badany przez naukowców[6],
- bardzo rzadko jest używany jako kamień ozdobny lub jubilerski, nadaje mu się szlif kaboszonowy jak i fasetkowy[6].